# Ölni kíméletesen
Az Ölni kíméletesen (eredeti címe: Killing Them Softly), egy 2012-es, amerikai, neo-noir stílusú gengszterfilm, amelyet Andrew Dominik írt és rendezett, és Brad Pitt játssza a főszerepet. A forgatókönyv George V. Higgins 1974-es Cogan's Trade című regénye alapján készült. Az események a 2008-as amerikai elnökválasztás és pénzügyi válság idején játszódnak. Scoot McNairy, Ben Mendelsohn, Richard Jenkins, James Gandolfini, Ray Liotta és Sam Shepard is szerepel a filmben.

## Cselekmény
|  | Alább a cselekmény részletei következnek! |

A 2008-as amerikai pénzügyi válság és elnökválasztási kampány idején Johnny "Mókus" Amato (Vincent Curatola) azt tervezi, hogy kirabolja a helyi maffia illegális pókerbarlangját. Felfogadja a korábbi üzlettársát Frankie-t (Scoot McNairy), és egy heroinfüggő ausztrált, Russellt (Ben Mendelsohn) és úgy döntenek, hogy egy olyan pókerjátékot vesznek célba, amelyet Markie Trattman (Ray Liotta) vezet, akiről köztudott, hogy korábban már szervezett egy belső munkát, amikor két férfit megbízott azzal, hogy rabolják ki az a saját illegális pókerjátékát. Mókus arra számít, hogy Markie lesz a nyilvánvaló gyanúsított, és a maffia egyszerűen megöleti őt anélkül, hogy további nyomozást folytatna.
Frankie és Russell, bár nyilvánvalóan amatőrök, végrehajtják a rablást, és a pénzzel távoznak. Ezt követően egy Sofőr nevű (Richard Jenkins) maffiózó felbérli a bérgyilkost, Jackie Cogant (Brad Pitt), hogy kezelje a helyzetet, mivel a maffia által üzemeltetett pókerjátékok az újabb rablástól való félelem miatt leálltak. Bár Jackie helyesen sejti, hogy Markienak nem volt köze a legutóbbi rabláshoz, de úgy véli, Markienak mégis meg kell halnia, hogy a halálával példát statuáljanak. 
Russell pénzért szokott fajtatiszta kutyákat lopni. A rablás után Russell Floridába utazik, hogy eladja a lopott kutyákat. Floridában véletlenül tájékoztat egy Kenny Gill (Slaine) nevű férfit a rablásban való részvételéről, miközben megpróbálja beszervezni őt drogdílernek. Kenny tájékoztatja Jackiet, aki ebből arra következtet, hogy Russell, Frankie és Mókus voltak az elkövetők.
Jackie maga hajtja végre a Markie elleni merényletet, de egy másik bérgyilkost, a New Yorkban feltételesen szabadlábon lévő Mickey Fallont (James Gandolfini) is felbérli, hogy végezzen Mókusszal. Jackie elmagyarázza Sofőrnek, hogy ő inkább "finoman öl", távolról, és figyelmeztetés nélkül lövi le áldozatait, nem adva nekik lehetőséget arra, hogy félelmet vagy kétségbeesést tapasztaljanak, és hogy a Mókusszal való ismeretség ezt megnehezíti. 
Mickey nem végzi el gyilkosságot, és és alkohollal és prostituáltakkal múlatja az időt. A Jackievel folytatott beszélgetés során Mickey elárulja, hogy megszegte a feltételes szabadlábra helyezését. Jackie számára világossá válik, hogy nem fogja elvégezni a munkáját és úgy dönt, hogy maga hajtja végre a Mókus elleni merényletet. Meggyőzi a Sofőrt, hogy gondoskodjon Mickey letartóztatásáról még a munka elvégzése előtt.
Russellt letartóztatják kábítószer birtoklásáért, és kitoloncolják, eközben Jackie szembesíti Frankie arra kényszeríti, hogy árulja el Mókus tartózkodási helyét. Jackie Frankievel elviteti magát Mókushoz, a lakásához érve egy sörétes puskával megöli a bujkáló férfit. Miután meggyőződött arról, hogy Mókus halott, Jackie Frankievel elviteti magát a több órányira lévő autójáért, majd mikor megérkeznek a parkolóházhoz, Jackie figyelmeztetés nélkül fejbe lövi Frankiet. Jackie ezután letörli az esetleges ujjlenyomatokat, és elhagyja a helyszínt.
Az elnökválasztás éjszakáján Jackie találkozik Sofőrrel, hogy begyűjtse a három gyilkosságért járó díjat. A bárban lévő tévében Barack Obama tartja választási győzelmi beszédét. Ők ketten vitatkoznak a fizetségen, Sofőr kevesebbet akar fizetni, Jackie pedig ragaszkodik a teljes összeghez. Obama beszédére utalva Jackie dühösen kijelenti: "Ez a fickó azt akarja mondani, hogy közösségben élünk? Ne nevettess! Én Amerikában élek, és Amerikában az ember magára van utalva. Amerika nem egy ország, ez csak egy üzlet. Most pedig kurvára fizess!"
|  | Itt a vége a cselekmény részletezésének! |

## Szereplők
| Szerep          | Színész                     | Magyar hang       |
| --------------- | --------------------------- | ----------------- |
| Jackie          | Brad Pitt                   | Stohl András      |
| Sofőr           | Richard Jenkins             | Rosta Sándor      |
| Mickey          | James Gandolfini            | Borbiczki Ferenc  |
| Markie Trattman | Ray Liotta                  | Gergely Róbert    |
| Frankie         | Scoot McNairy               | Takátsy Péter     |
| Russell         | Ben Mendelsohn              | Karácsonyi Zoltán |
| Dillon          | Sam Shepard                 | Áron László       |
| Johnny Amato    | Vincent Curatola            | Forgács Gábor     |
| Barry Caprio    | Max Casella                 | Péter Richárd     |
| Steve Caprio    | Trevor Long                 | Mikula Sándor     |
| Kenny Gill      | Slaine                      | Mészáros Máté     |
| Prosti          | Linara Washington           | Kerekes Andrea    |
| George W. Bush  | önmaga (archív felvételről) |                   |
| Barack Obama    | önmaga (archív felvételről) |                   |

## Forgatás
Az Ölni kíméletesen George V. Higgins 1974-es Cogan's Trade című regénye alapján készült. A Cogan's Trade, akárcsak Higgins más regényei, Bostonban játszódik, bár a filmet New Orleans környékén forgatták. A film szereplői többször utalnak az eredeti regény Boston környéki külvárosaira. A filmet Andrew Dominik írta és rendezte, aki úgy döntött, hogy aktualizálja a történet helyszínét, mondván, hogy "amikor elkezdtem adaptálni a történetet, az egy gazdasági válság története volt, és ez egy gazdasági válság volt egy olyan gazdaságban, amit a szerencsejáték finanszírozott – és a válság a szabályozás kudarca miatt következett be. Egyszerűen úgy tűnt, hogy van benne valami, amit nem lehetett figyelmen kívül hagyni."
A projektet először 2010 novemberében jelentették be. 2010-ben Dominik sms-ben megkérdezte Pittet, hogy érdekli-e a főszerep és ő igennel válaszolt. 2007-ben Pitt már dolgozott együtt Dominikkal a Jesse James meggyilkolása, a tettes a gyáva Robert Ford című westernen. A forgatás a tervek szerint 2011 márciusában kezdődött volna Louisianában, az előzetes forgatás már januárban elkezdődött. 
Garret Dillahunt színész szerint a film első vágása két és fél órás volt. Dillahunt, akinek volt egy cameo jelenete a filmben, de nem került be a végső változatba. .
A film zenéje elsősorban pop, rock és R&B dalokból áll.

## Megjelenés
A filmet először 2012. május 22-én mutatták be a 65. cannes-i filmfesztiválon, ahol beválasztották az "In Competition" versenyprogramba az Arany Pálmáért, de alulmaradt a  Szerelem (Amour) című filmmel szemben. A filmet az Egyesült Államokban 2012. szeptember 21-én akarták bemutatni, azonban 2012. november 30-ra halasztották, hogy ne versenyezzen a The Masterrel, és javítsa esélyeit a díjjelölésekre. A világ más részein megtartották az eredeti bemutatási dátumot, és emiatt rendhagyó módon, az Egyesült Királyságban és Indiában több mint két hónappal az amerikai premier előtt mutatták be.
A Weinstein Company az Egyesült Államokban és Kanadában a mozikban, míg az Inferno Distribution a nemzetközi forgalmazásban forgalmazta a filmet. Magyarországon moziban nem játszották, a DVD-megjelenés 2013. március 27-én volt, a ProVideo forgalmazásában.

## Fogadtatás

### Bevételi adatok
Az Ölni kíméletesen a nyitóhétvégéjén 6,8 millió dolláros bevételt ért el. A film az USA-ban 15 026 056 dollárt, nemzetközileg pedig 22 904 409 dollárt keresett, ami világszerte összesen 37 930 465 millió dollárt jelentett.

### Kritikai visszhang
A Rotten Tomatoes-on az Ölni kíméletesen, 234 kritika alapján 74%-os tetszést aratott, 6.90/10-es átlagértékeléssel. 
A Metacritic-en a film súlyozott átlagpontszáma 64 pont a 100-ból, 42 kritikus "általában kedvező kritikája" alapján.
Peter Bradshaw a (The Guardian) 5 csillagot adott az Ölni kíméletesennek, mondván, hogy a film "lenyűgöző kommentár a valós világ gazdasági vérontásáról". Tim Robey a The Daily Telegraphtól 4 csillagot adott a filmnek, és "siváran elektrifikálónak" nevezte.   A Total Film 3 csillagot adott neki, "keménynek, stílusosnak, erőszakosnak és sztárokkal telezsúfoltnak" nevezve a filmet, de ellenben azt állította, hogy "nem egészen éri el a célját.". Roger Ebert még kevésbé volt fogékony, "kegyetlen és fájdalmas gyilkosságok komor, sivár sorozatának" nevezve a filmet, amely egy hasonlóan "sivár és örömtelen városképben" játszódik. Úgy vélte továbbá, hogy az alakítások leginkább a színészek bevált vásznon való szereplésétől függenek, miközben rámutatott a cselekmény valószínűtlenségeire, például arra, hogy a maffia hogyan képes fenntartani magát civileket érintő bűncselekmények nélkül: "Mint a foglyul ejtett állat, ami igyekszik kiszabadulni a csapdából, de úgy tűnik, arra szorítkozik, hogy lerágja a saját lábát."

## Fordítás
- Ez a szócikk részben vagy egészben  a   Killing Them Softly című angol Wikipédia-szócikk fordításán alapul.  Az eredeti cikk szerkesztőit annak laptörténete sorolja fel. Ez a jelzés csupán a megfogalmazás eredetét és a szerzői jogokat jelzi, nem szolgál a cikkben szereplő információk forrásmegjelöléseként.